# シリバイ
シリバイ（モンゴル語: Silibai、? - 1281年）は、モンゴル帝国に仕えた将軍の一人。『元史』における漢字表記は失里伯(shīlǐbǎi)。

## 概要
『元史』巻133失里伯伝によると、シリバイの父のケグルトゥ（Kegültü＞怯古里禿/qiègŭlǐtū）はチンギス・カンに仕えて活躍した人物であったという。西夏遠征に従軍して功績を挙げ、その後金朝方面の戦線に転出したが、金軍との戦いの中で陣没した。
その息子のモロカ（Moroqa＞莫剌合/mòlàhé）は第5代皇帝となったクビライに仕え、帝位継承戦争では西方戦線においてアラムダール率いる軍勢を討伐するのに功績を挙げた。なお、『モンゴル秘史』功臣表で64位に列せられるモロカ（Moroqa＞莫抹羅合/mòluōhé）と同一人物であるとする説もあるが、名前の類似以外に両者を同一人物とする根拠に乏しく、その上活躍年代が違いすぎるため、事実か疑問視されている。
シリバイは父祖の地位を継承し、河南行省にてジャルグチ（断事官）となった。1270年（至元7年）からは南宋遠征に従軍し、シリバイは4万の水軍を率いて襄陽城攻めに加わった。1271年（至元8年）には襄陽城の救援に来た南宋の武将の范文虎を破り、鹿門の戦いでは敵将の張貴を生け捕りとする功績を挙げた。
1273年（至元10年）には昭勇大将軍及び耽羅国招討使とされたが、その後上都に赴いて改めて管軍万戸とされた。襄陽諸路の新軍を率いて長江を渡り、バヤンの指揮下で南宋征服に活躍した。1281年（至元18年）に亡くなり、息子のタラチ（塔剌赤）が後を継いだ。